# Porubské sedlo
Porubské sedlo – przełęcz w Beskidzie Niskim położona na wysokości 538 m n.p.m. pomiędzy szczytami Lipoviny (645 m n.p.m.) a Brda (646 m n.p.m.). Grzbietem, na którym położona jest przełęcz, biegnie granica polsko-słowacka.

## Szlaki turystyczne
- Ożenna – Przełęcz Mazgalica – Baranie – Porubské sedlo - Barwinek – Przełęcz Dukielska (500 m n.p.m.)

- słowacki szlak graniczny

- Porubské sedlo - Krajná Porúbka